# Толстоклювая камышовка

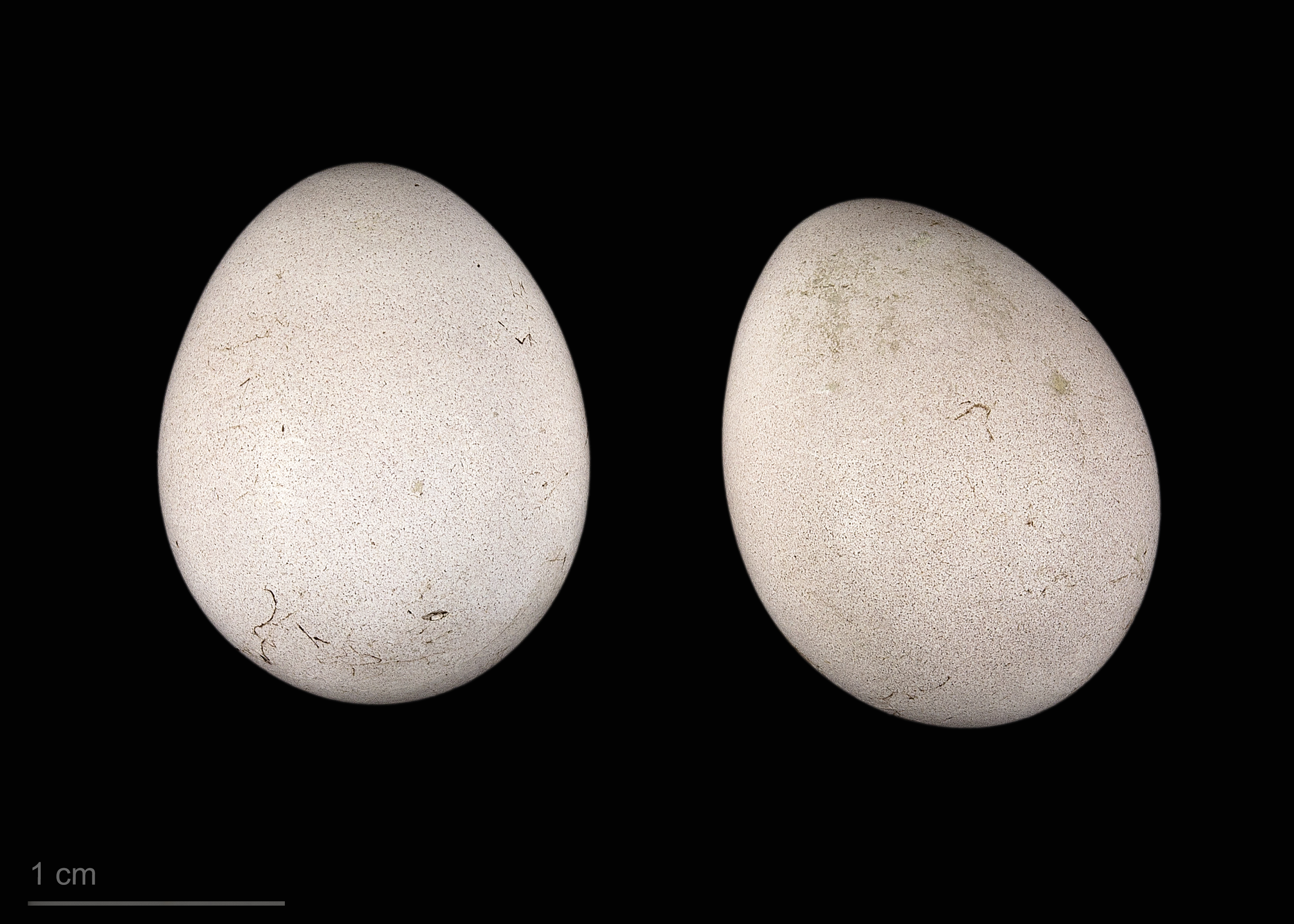
яйцо Arundinax aedon aedon - Тулузский музеум

Толстоклювая камышовка (лат. Arundinax aedon) — вид птиц из семейства камышовковых (Acrocephalidae), единственный в роде Arundinax. Один из самых распространённых видов.
Водится в зарослях кустарников на опушках леса и в поймах рек. Ареал охватывает юг Сибири, Дальний Восток: от Новосибирска и северо-западного Алтая (с. Чемал) до низовий Амура (с. Сусанино, выше устья Амгуни) и юга Приморского края. На севере доходит до Томска, Красноярска, Канска, Тайшета, Витимского плоскогорья (с. Багдарин), р. Большого Невера, Амурско-Зейского плато (с. Климоуцы), на Бурее и почти в низовьях Амура; на восточном побережье Приморского края не дальше севера бухты Валентин. Залетает в Баргузинский заповедник.
Монголия, Китай (юг долины р. Янцзы), обе Кореи, Япония, Бангладеш, Камбоджа, Мьянма, Таиланд, Вьетнам. Из России улетает на зиму в Юго-Восточную Азию.
Иногда залетает в Египет, Бутан, Японию, Малайзию.